# Quiet Hiring
Der Begriff Quiet Hiring („Stilles Einstellen“) bezeichnet eine Einstellungspraxis von Arbeitgebern, bereits angestellte Mitarbeitende mit neuen Aufgaben zu betrauen, statt für diese Aufgaben Neueinstellungen vorzunehmen.

## Nutzen
Durch interne Positionswechsel werden schwierige Personalsituationen überbrückt, insbesondere in Zeiten, in denen Fachkräftemangel herrscht. In der Regel ergibt sich für das Unternehmen und das betreffende Personal eine Win-win-Situation. Jedoch sind dabei die Vorteile gegen die möglichen Nachteile abzuwägen.

### Vorteile
- Mit den neuen Aufgaben wird auch Verantwortung übertragen, die das Selbstwertgefühl steigern kann.
- Vorhandene Begabungen und Fähigkeiten können ausgebaut werden.
- Durch den Wegfall von Neueinstellungen werden Personalkosten gespart.
- Die neuen Aufgaben fördern das Erlernen neuer Fähigkeiten und bieten Möglichkeiten zur Weiterentwicklung, wodurch auch die Aufstiegschancen steigen.
- Neue Arbeitsgebiete wirken Frustrationen entgegen und können vor Burn-out schützen.
- Das Risiko, dass neu eingestellte Personen während ihrer Probezeit das Unternehmen verlassen, entfällt durch das Festhalten an Mitarbeitenden mit langjähriger Bindung an das Unternehmen.

### Nachteile
- Das bestehende Personal ist möglicherweise mit den neuen Aufgabenbereichen überbelastet bzw. überfordert und kann sich ausgenutzt fühlen. Die daraus resultierende Frustration birgt die Gefahr von Burn-outs.
- Wenn die betreffenden Mitarbeitenden für den Mehraufwand, den ihr neuer Aufgabenbereich mit sich bringt, nicht angemessen entlohnt werden oder für ihr Engagement mangelnde Wertschätzung von der Führungsebene erhalten, wirkt sich dies negativ auf ihre Motivation aus.[1][2][3]